# Lemera
Lemera est une localité  du Sud-Kivu en république démocratique du Congo.

## Géographie
Lemera est une localité et le chef-lieu de Bafuliro kingdom. Aussi Lemera est une groupment de chefferie de bafuliro. Lemera du Sud-Kivu,en république démocratique du Congo

## Histoire
Le 6 octobre 1996 au Zaïre, soutenus par le Rwanda, les rebelles Banyamulenge attaquent la ville de Lemera faisant plusieurs dizaines de victimes.

## Économie
L'agriculture et l'élevage  sont les deux principales activités de Lemera.

## Éducation

### Écoles primaires
- École primaire Wabulakombe

### École secondaire
- Institut Huruma.